# 33 Thomas Street
33 Thomas Street (abans AT&T Long Lines Building) és una construcció de 170 metres d'alçada en forma de gratacel sense finestres, situat a Tribeca, Lower Manhattan, Nova York, Estat de Nova York, als Estats Units. L'edifici es troba al costat est de Church Street, entre Thomas Street i Worth Street. L'edifici és un exemple de l'estil arquitectònic brutalista. Es tracta d'una central telefònica o d'un edifici de centre de cable que contenia tres commutadors principals 4ESS utilitzats per a la telefonia d'intercanvi (de llarga distància), així com una sèrie d'altres commutadors utilitzats per a serveis competitius d'operadors d'intercanvi local. Tanmateix, no s'utilitza per als serveis d'operador de canvi local titular i no és una oficina central. El codi CLLI d'aquesta instal·lació és NYCMNYBW. L'edifici també s'ha descrit com la ubicació probable d'un centre de vigilància massiva de l'⁣Agència de Seguretat Nacional (NSA) amb el nom en clau TITANPOINTE.
El codi CLLI d'aquesta instal·lació és NYCMNYBW. L'edifici també s'ha descrit com la ubicació probable d'un centre de vigilància massiva de l'Agència de Seguretat Nacional (NSA) amb el nom en clau TITANPOINTE.

## Història
L'emplaçament va ser anteriorment el lloc d'⁣edificis de ferro colat, típics de la zona, les façanes de les quals es van conservar abans de l'enderrocament. L'edifici era una part bàsica del departament de línies llargues d'AT&T, que allotjava equips de commutació d'estat sòlid que requerien una seguretat estricta i un espai ampli. El departament de línies llargues es va convertir en AT&T Communications el 1984 després de la desinversió de Bell System. L'edifici de línies llargues d'AT&T és ara conegut per la seva adreça, 33 Thomas Street.
AT&T va traslladar gradualment els interruptors i altres instal·lacions del seu antic edifici de la seu d'AT&T Long Lines al número 32 de la Sisena Avinguda, a només unes illes de distància, completant la mudança el 1999. 33 Thomas encara s'utilitza per a la commutació telefònica, però part de l'espai també s'utilitza per a centres de dades d'alta seguretat.
El 17 de setembre de 1991, una fallada de gestió, una fallada de l'equip elèctric i un error humà es van combinar per desactivar l'interruptor de l'oficina central d'AT&T al 33 de Thomas. Es van bloquejar més de 5 milions de trucades i les línies privades de la Federal Aviation Administration també es van interrompre, interrompent el control del trànsit aeri a 398 aeroports que donen servei a la major part del nord-est dels Estats Units. El problema va sorgir quan la companyia elèctrica, Consolidated Edison, va demanar a AT&T que deixés temporalment de treure electricitat de la xarxa i en comptes d'utilitzar els generadors de l'edifici. La sol·licitud formava part d'un acord anterior de descàrrega i l'interruptor s'havia realitzat amb èxit en el passat, però en aquesta ocasió, va sortir malament. Després de canviar les fonts d'alimentació, el procediment estàndard era comprovar si hi havia problemes a totes les fonts d'alimentació de l'equip, conegudes com a plantes de corrent continu. Però a causa de la formació programada, la comprovació no es va realitzar i una planta va passar a la bateria de seguretat. Les alarmes no es van detectar fins que va ser massa tard per mantenir l'alimentació ininterrompuda.
Després de la destrucció del World Trade Center en els atacs de l'11 de setembre de 2001, AT&T Local Services va traslladar les instal·lacions perdudes en els atacs a 33 Thomas i 811 Tenth Avenue.

## Arquitectura

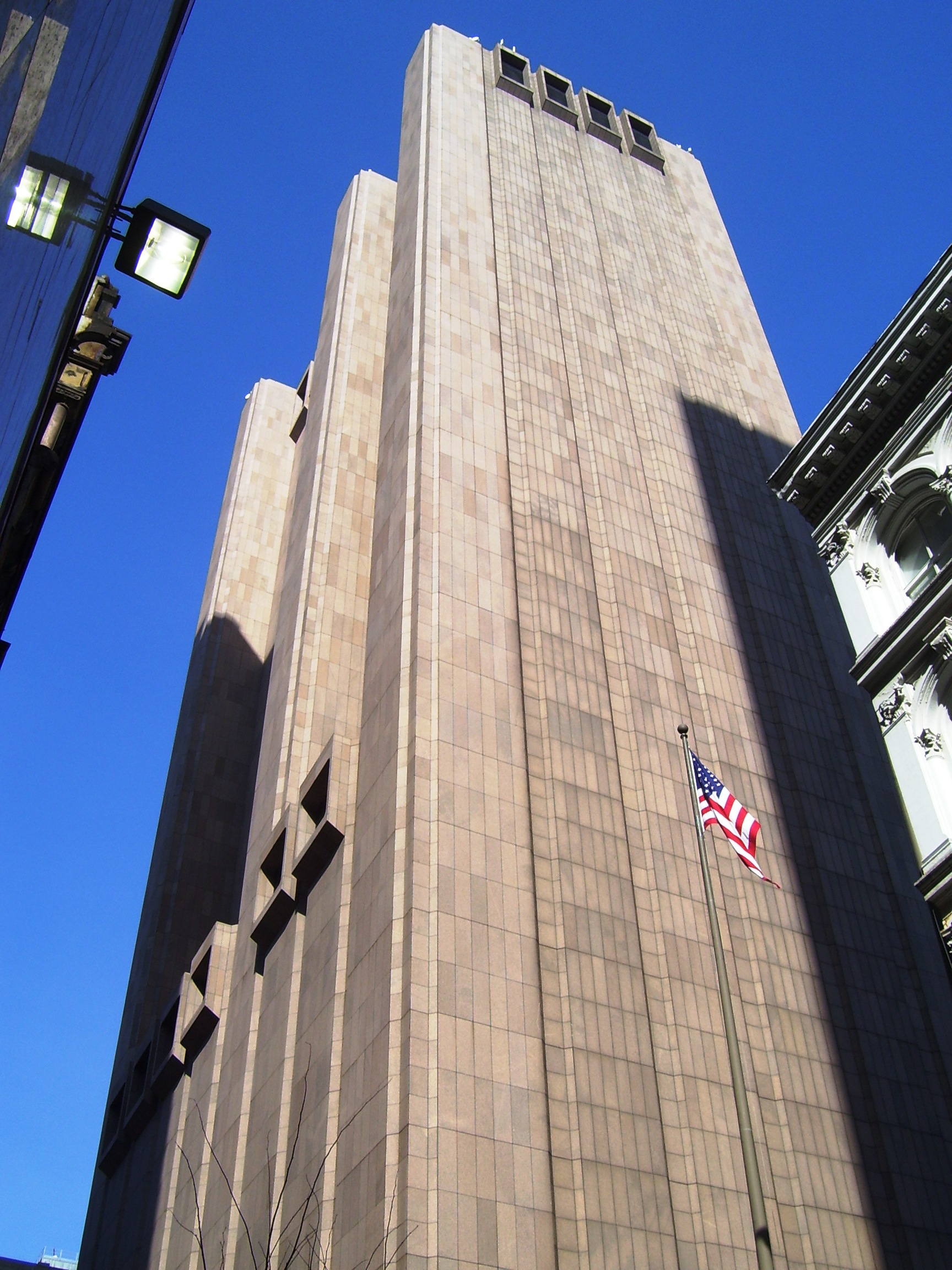
Vista mirant cap amunt des del carrer adjacent

L'edifici Long Lines va ser dissenyat per l'arquitecte John Carl Warnecke a l'estil brutalista i acabat el 1974. El seu estil ha estat generalment elogiat, amb The New York Times dient que és un edifici rar del seu tipus a Manhattan que "té sentit arquitectònicament" i que "s'integra amb el seu entorn amb més gràcia" que qualsevol altre gratacel proper.

### Façana
Les parets exteriors no tenen finestres (excepte l'entrada) i estan fetes de panells prefabricats de formigó revestits amb cares de granit suec amb textura tractada a la flama. Hi ha sis grans sortints de la base rectangular que alberguen conductes d'aire, escales i ascensors. Hi ha una sèrie de grans obertures de ventilació que sobresurten als pisos 10 i 29. William H. Whyte va afirmar que presenta la paret en blanc més alta del món.

### Característiques
Com que va ser construït per allotjar equips de commutació telefònica, l'alçada mitjana del pis és 18 peus (5.5 m), considerablement més alt que en un gratacel mitjà. Els sòls també són inusualment forts, dissenyats per suportar 90-136 quilos per metre quadrat. Sovint es descriu com un dels edificis més segurs d'Amèrica, i va ser dissenyat per ser autosuficient amb els seus propis subministraments de gas i aigua juntament amb capacitats de generació i protegit de la pluja radioactiva fins dues setmanes després d'una explosió nuclear.

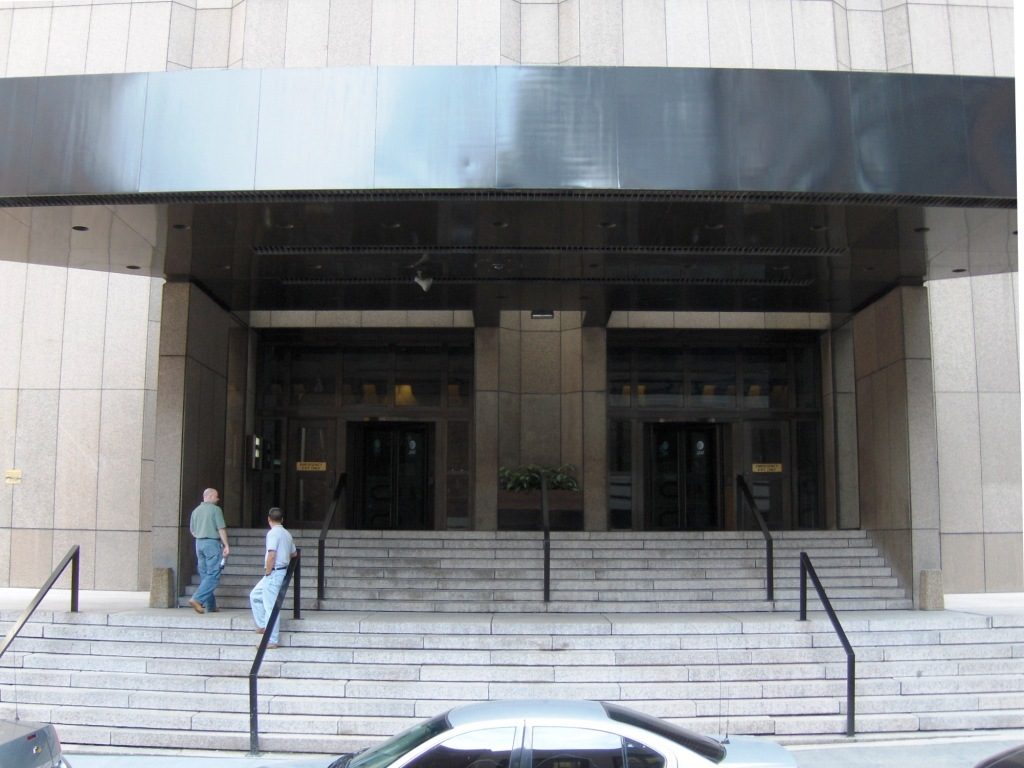
Vista a nivell del carrer de l'entrada a l'edifici que mostra el vestíbul d'entrada elevat

L'edifici és una central telefònica o un edifici de centre de cable que contenia tres commutadors principals 4ESS utilitzats per a la telefonia d'intercanvi (de llarga distància), dues propietats d'⁣AT&T Corp. i un anteriorment propietat de Verizon (desafectat el 2009). També conté una sèrie d'altres commutadors utilitzats per a serveis competitius d'operadors d'intercanvi local, però no s'utilitza per als serveis d'operadors d'intercanvi local titulars, i no és una oficina central. El codi CLLI d'aquesta instal·lació és NYCMNYBW.
33 Thomas és probablement una ubicació d'un centre de vigilància massiva operat per l'⁣Agència de Seguretat Nacional, amb el nom en clau TITANPOINTE. Una investigació de The Intercept i en un curtmetratge documental d'⁣Henrik Moltke i Laura Poitras titulat Project X, tots dos van identificar TITANPOINTE a partir de les revelacions de vigilància d'⁣Edward Snowden. La investigació vincula la instal·lació a un edifici proper de l'Oficina Federal d'Investigacions i el seu equipament al terrat al sistema d'intel·ligència per satèl·lit SKIDROWE de la NSA.

## En la cultura popular
- A la pel·lícula de sàtira de conspiració de 1979 Winter Kills, 33 Thomas es representa com la seu d'una operació de vigilància global dirigida per John Cerruti, interpretat per Anthony Perkins.
- Teju Cole es refereix a Long Lines a la seva primera novel·la, Open City, sobre Nova York.
- Long Lines apareix a la temporada 3 del programa de televisió Mr. Robot com a instal·lació d'emmagatzematge de registres bancaris d'E Corp.
- L'edifici apareix de manera destacada a l'episodi "This" de The X-Files.
- És l'edifici on Clive Owen, interpretant al detectiu Sal Frieland, treballa a la pel·lícula de Netflix Anon del 2018.
- L'edifici s'ha citat com a inspiració per a la casa més antiga, l'escenari del videojoc Control de Remedy Entertainment, i de fet, la casa més antiga es troba al següent número de casa dins del joc, al 34 de Thomas Street.[17]